# Sun Yang
Sun Yang (n. 1 decembrie 1991, Hangzhou, Republica Populară Chineză) este un înotător chinez, medaliat olimpic. A participat la 3 ediții ale Jocurilor Olimpice (2008, 2012, 2016) în care a câștigat 3 medalii de aur, două medalii de argint și o medalie de bronz.